# 爆走!トミカイザー
『爆走!トミカイザー』（ばくそう!トミカイザー）は、2013年4月26日にタカラトミー、ポニーキャニオンから発売されたDVD、玩具シリーズである。トミカわいわいDVDの第6作目。

## 概要
レッツゴー!トミカボーイズF5以来2年ぶりに再開されたトミカわいわいDVDシリーズ第6作であり、また、シリーズ初の16:9映像である。全てのトミカを狙う悪の「バッドブラック」の魔の手からトミカとトミカタウンを守るヒーローを描いた内容である。2011年以降のトミカタウンが登場し、今作の声優はニコニコ動画で活動しているYUを含めた全員が賢プロダクションになった。本編の途中で各話で活躍するトミカの紹介が追加され、1巻に3話ずつに合計9話まで収録されるようになった。
「豪華3本立て!トミカ・プラレール映画まつり」にて「爆走トミカイザー　スーパートミカイザーVSスーパーレールカイザー」が収録され、トミカわいわいDVDが初の映画化である。

## 登場キャラクター

### トミカ中央警察署
映画ではデコボコトリオと呼ばれてる。
車 東次郎（くるま とうじろう）/スーパートミカイザー
声 - 林勇
物語の主人公で、トミカ3丁目交番に勤務する警察官。トミカとトミカタウンを愛し、頼りない所があるが、正義感が強い青年である。
彼のトミカはホンダ・インサイトパトロールカー。
バッドブラックの悪事が始まると、トイレに行くと見せかけて誰もいない場所で変身する。
突如現れたバッドブラックに狙われしまうが、トミカ山脈から発射されたトミカイザーの光線を目撃し、急いで調査した。そこで謎の宇宙船を発見し、トミカイザーと出会った。トミカイザーが同じ警察だという理由で協力し、スーパートミカイザーに変身することになった。スーパートミカイザーによって事件を解決したが、周りの人間はスーパートミカイザーの正体が東次郎だとは知らないため、別人となるが、サオリ巡査の側から離れた続けたことで、明かされそうになってしまう。
サオリ巡査からスーパートミカイザーの話になると正体が明かされてしまうため、話題をごまかして変えた事もある。
映画ではスーパーレールカイザーを目撃し、バッドブラックを追い詰めたがスーパーレールカイザーが現れ「クイズ喧嘩」をされるが、サオリ巡査に怒られ和解した。三菱ふそう・キャンターを召喚し、シティにあふれる荷物を運んだ。事件解決後は祐二とお別れした。
小林サオリ巡査（こばやしサオリじゅんさ）
声 - 嶋崎はるか
東次郎と同じトミカ3丁目交番で働くヒロイン。第5話以降にて東次郎から「トイレ」の言葉を聞いた理由により信頼度が失われてしまう。スーパートミカイザーを尊敬している。スーパートミカイザーとして覚醒した東次郎の正体を疑う事が多くなった。パッケージの説明では｢中央警察署にはサオリファンクラブもある人気者｣と書かれてるが、本編では描かれなかった。
碇署長（いかりしょちょう）
声 - 高口公介
トミカ中央警察署の署長。
普段は立派で少し怒りっぽい性格であるが、孫のタロウの事になると性格が優しくなり、一人称は「じいじ」になり、語尾に「でちゅよ」をつけて話す。東次郎を剣道で稽古をしたり、勉強会を行う。トミカタウンに星屑や雪が溢れた時は出動命令をくだす。
第7話で2人を誘い、兄の所へ連れて行った。
映画では視察のために2人を連れてニュートミカ・プラレールシティの警察署を訪れた。

### バッドブラック
声 - 一条和矢
本名はひろし。宇宙からやって来た無法者で、唯一のトミカ王と名乗る自分勝手で邪悪な宇宙人。自身のトミカコレクションに加えるためにトミカを盗みにやってきた。3つの目玉が特徴。
1話では地球にて戦闘中にトミカイザーをトミカ山脈に墜落させ、東次郎のホンダ・インサイトパトロールカーを襲おうとするも、トミカ山脈から発射された光線に阻止され、引き上げた。その途中でトミカイザーが生きている事を発見し、東次郎とトミカイザー目がけて攻撃したが、UFOが光線に阻止されたメンテナンスにより再び引き上げている。
毎回盗むトミカを決めつけ見事に盗んだが、戦場でスーパートミカイザーに奪還され、引き上げる描写がある。
5話ではスーパートミカイザーのヘリコプターに輸送されている鯨の姿を見て、盗んだヘリコプターを返した。
6話ではこれまでトミカを盗み、スーパートミカイザーに奪還され続けたストレス発散のためにバッドブラックマシーンを開発し、パトカーを盗み大暴走したが、スーパートミカイザーに妨害される。
7話では野菜が嫌いという事が発覚。ベジタブルデイの日と聞き、野菜を運べないようにするためトラックを盗んだものの、スーパートミカイザーから野菜スープをもらい、良い匂いだったため食べつくし、野菜嫌いを克服した。
8話では天気予報で超大雪が発生したことからロータリ除雪車を盗み、バッドクリスマスを生中継で宣言した。スーパートミカイザーを連れて行ったサンタクロースからプレゼントをもらい、特別に除雪車を返す許可を出した。プレゼントがビックリ箱だと騙されてしまった。
最終話、トミカ宇宙大空港の建設現場を見た彼は、初めて来た時は準備する訳が無かったため、全建設車両を大量に盗んだ。パパが来た時は嬉しくなり、スーパートミカイザーを中心とした地球人達に謝り、パパと共に実家に帰ることになった。
映画ではバカンスを兼ねてニュートミカ・プラレールシティにやってきて、スーパートミカイザーが存在しないと思い込み、トミカだけではなくプラレールも盗んだ。そこにが現れたスーパーレールカイザーに対し、スーパートミカイザーをトミカとプラレールを盗んだ犯人だと騙し、戦場に逃げた。その後、スーパートミカイザーとスーパーレールカイザーに返され、撤退した。
宇宙船
バッドブラックの愛機である円盤。アームから発射されるトレトル装置でトミカを盗む事が出来る。最終回ではこれと似た音速巨大円盤が存在する。
バッドブラックパパ
声 - 高口公介
地球で迷惑をかけた息子・バッドブラックの悪事を地球人に謝るために、正体を隠し友好を深める連絡をした。撮影用のプラキッズは量産型では無いため、合成の形になってる。

### 関係者
アキヤマアナウンサー
声 - 嶋崎はるか
ニュースの女性アナウンサー。『たのしいのりものワールド2013』にも登場したが名前は無い。
タロウ君
声 - 嶋崎はるか(3話)、林勇(7話)
碇所長の孫。バッドブラックに盗まれたバスが失われて帰れなくなってしまうが、スーパートミカイザーに助けられる。7話からは成長によって声変わりした。
くじらさん
ブルーウエストの海から来た鯨。カーゴジャンボ内で食料を食べ続け、成長し過ぎた。スーパートミカイザーとヘリコプター隊の活躍によって水族館へ連れて行くことができた。
碇署長の兄
声 - 一条和矢
碇署長の双子の兄。正式な名前は不明。トミカ高原で心をこめて育てた野菜を見守っている。
サンタクロース
声 - 一条和矢
トナカイさんが雪に埋もれてプレゼントを贈ることが出来なくて困っている。スーパートミカイザーが事件を解決するとバッドブラックにプレゼントを渡すために戦場へ連れて行った。
トミカタウン大統領
トミカタウンの大統領。バッドブラックパパが敵では無いと判明し、トミカ宇宙大空港を建設命令を下した。
ユウキくん
『レッツゴー!トミカボーイズ』の主人公。第8話に登場し、最終回のエンドロールに正式登場した。台詞は無い。パートナーのマッハ、仲間のテツオくん、ゴウタくん、トミカガールズは未登場。
ナレーション
声 - 一条和矢

## トミカタウン
物語の舞台となる沢山のトミカが働いている町。南西はトミカ3丁目交番があり、中央にはトミカ中央警察署がある。
トミカ高原
トミカ山脈にある草原。トミカ交通公園にはN700系新幹線やE5系新幹線、ドクターイエロー、蒸気機関車といった鉄道車両が展示され、幼稚園児に大評判である。
畑もあり、碇所長の兄が住んでる場所でもある。野菜を運ぶ準備する中央市場がある。
丘の上にそびえる巨大アンテナが特徴のトミカタウン宇宙研究所がある。
バッドブラックが2回も現れた場所でもある。
トミカ湾岸地域
トミカタウンにある湾岸地域。Fエリアにトミカ水族館がある。水族館の隣にくじらさんが入るための大プールがあり、奥にはすいすいロード大鉄橋もある。水族館自体はトミカハイパーシリーズに登場するZナイト研究所が流用されている。
トミカ国際空港
トミカタウンにある国際空港。星の夜の見学者や世界の魚が空輸されている。
バッドブラック秘密研究所
トミカ谷の奥深くにあるバッドブラックの研究所。洞窟の中にはコンピュータールームがある。部屋の奥は不明。スーパートミカイザーが攻め込んで来た際、敗北を認め破壊された。
トミカ宇宙大空港
トミカタウンにある巨大空港。大統領命令により、バッドブラックパパを迎えるために建設された空港。トミカタウン中からきた建設車両が集結し建設したが、バッドブラックに妨害され建設が出来なくなってしまう。しかしスーパートミカイザーのウルトラカイザーチェンジに召喚されたトミカによって完成した。着陸場は｢トミカ・プラレールビデオ2007｣のZナイトエネルギーポッドの台座の流用。

## 用語
スーパートミカイザー
バッドブラックの悪事が始まると、東次郎がトミカイザーと融合し爆走変身する事ができる。現場に到着し、カイザーチェンジトミカを使う。事件を解決した後、「まだやるべきが残っていますので失礼します」と言ってバッドブラックがいる戦場に向かい、カイザーマジックで盗まれたトミカを元に戻す。
トミカイザー
声 - YU
地球より遥か離れたトミカ第3銀河から来た宇宙銀河連邦警察所属の宝石型宇宙人。地球環境により、本来の力を20%しか発揮する事が出来ない。トミカを愛する人間を爆走変身させ、力を200%発揮する。
ロックワンダー
スーパートミカイザーのメイントミカ。ボンネットに可動アームが付いた宇宙警察車両。キーシリンダーにマジックキーを差すとカイザーチェンジする事が出来る。カイザージェットが搭載されている。「TDMロックワンダーブルー」の流用。変身後に現れる。
カイザーチェンジ
マジックキーをロックワンダーのキーシリンダーに差し込むと、事件に合ったトミカに変身することが出来る。掛け声は「○○（○○には変身したトミカの名称が入る）! 召喚!」。事件を解決すると変身したトミカを解除する事が出来る。
映画ではスーパーレールカイザーの物が存在するが、ICカードであり、自動改札機形パネルをかざすと、変身することが出来る。
カイザーマジック
バットブラックに盗まれたトミカを4次元ホールを使い、瞬時にトミカを元の場所に戻す技。バッドブラックに盗まれたトミカのトラブルを解決しない限り、能力を発揮できない。
トレトル装置
宇宙船のアームから発射する捕獲用光線。あらゆるトミカを磁石の様にくっつけることができる。第5話では煙幕式が存在する。盗んだトミカを返す事が可能だが、1回しか使わない。
バッドブラックマシーン
バッドブラックのストレス発散のために作られた不審車両。全宇宙のバッドテクノロジーを集結した装備を持ち大暴走する。その後は不明。
ウルトラカイザーチェンジ
1度に数百台のトミカをまとめて召喚する禁断の技。使用する事でスーパートミカイザーの生命エネルギーを大量に消費する事になり、最悪の場合、命まで奪われてしまう。

## 主題歌
オープニングテーマ「ぼくらのヒーロー トミカイザー」
- 作詞 - ささぐちゆう
- 作曲・編曲 - AFKEY
- 歌 - YU

## スタッフ
- 撮影：下茂武（ADC）
- VE：齋藤英幸
- 撮影助手：小倉雄（ADC）
- 照明：提槙太郎
- 美術：田中孝弘
- 編集：斎藤和也（ウインクツー）
- オフライン編集助手：小川隼人
- MA：名取瑞徳（ウインクツー）
- CG：澤本久紀、伊藤宏典
- 音響効果：金子孝志（エスシーアライアンス）
- スチール：国府田利光
- ジャケットデザイン：村松晃年（NPC）
- ジャケットデザイン コーディネイト - 小野裕史（NPC）
- オリジナルプラキッズデザイン - 功刀文秀（タカラトミー）
- 協力 - 制作室ぺこぽこ、小林秀樹、日活調布撮影所、ポニーキャニオンエンタープライズ、警視庁、株式会社モリタホールディングス、三菱ふそうトラック・バス、川崎重工業株式会社、株式会社日本除雪機製作所、東京フィルムセンタースクールオブアート専門学校、多田雄太（ポニーキャニオン）、湯浅ゆう子、中川和彦、三浦拓大、半田晃士、関根里奈
- プロデューサー - 鈴木浩治（タカラトミー）、廣瀬憲明（ポニーキャニオン）
- プロダクトマネージャー：森正（タカラトミー）
- 監修：並河弘泰（タカラトミー）、並河弘泰（タカラトミー）、中野公平（タカラトミー）
- リーガル担当：原田尚紀（タカラトミー）
- マーケティング・プロモーター：船津暁美（ポニーキャニオン）
- アソシエイトプロデューサー：永田康晴（ビッグバード）
- 総合演出：岡本知朗（ビッグバード）
- 制作：ビッグバード
- 制作著作：タカラトミー、ポニーキャニオン

## 各話リスト
| 話数 | サブタイトル                     | カイザーチェンジトミカ            | バッドブラックのターゲットトミカ  |
| ---- | -------------------------------- | --------------------------------- | --------------------------------- |
| 1    | トミカタウン大パニック!          | なし                              | ホンダ・インサイトパトロールカー  |
| 2    | 山火事を消せ!                    | モリタ CD-I型 ポンプ消防車        | なし                              |
| 3    | 幼稚園児を救え!                  | 三菱ふそう エアロクイーン         | 全バス                            |
| 4    | 星降る街                         | トヨタ ダイナ 清掃車              | トヨタ ダイナ 清掃車              |
| 5    | 空飛ぶ!くじらさん                | 川崎重工業BK177C-2ヘリコプター    | 川崎重工業BK177C-2ヘリコプター    |
| 6    | バッドブラック大暴走!正体ばれた? | なし                              | 全警察車両                        |
| 7    | ベジタブルディ!                  | いすゞギガパネルバントレーラー    | 全トラック                        |
| 8    | ホワイトクリスマス               | 日本除雪機製作所 ロータリー除雪車 | 日本除雪機製作所 ロータリー除雪車 |
| 9    | 宇宙大空港を建設せよ             | 全建設車両                        | 全建設車両                        |

## 爆走トミカイザー　スーパートミカイザーVSスーパーレールカイザー
2013年10月4日に東宝系の豪華3本立て!トミカ・プラレール映画まつりにて公開。

### 劇場版オリジナルキャラ
青井祐二（あおい　ゆうじ）助役/スーパーレールカイザー
声 - 天野翔太
プラレールを愛する駅員。プラレールウェストステーションに勤務している。事件が発生するとスーパーレールカイザーに変身する。バッドブラックと初めて会った際にスーパートミカイザーが犯人だと思い「クイズ喧嘩」をしたが、サオリ巡査に叱られて和解した。E5系新幹線を召喚し乗客を運んだ。事件解決後、東次郎とお別れした。どうやって変身する力を得たのかは不明である。

### 劇場版用語
レーザーブルー
スーパーレールカイザーのメインプラレール。ロックワンダーと同様、変身後に現る。天井から悪者捕獲ネットを発射する。カイザーチェンジもできる。